# 彼得堡自治市镇

彼得斯堡自治市鎮在阿拉斯加州的位置

彼得斯堡自治市镇（英語：Petersburg Borough）是美國阿拉斯加州東南部的自治市镇，東鄰加拿大卑詩省。面積9,920平方公里。根據2020年美國人口普查，共有人口3,360人。行政中心為彼得堡。